# Большие Бакалды
Большие Бака́лды — село в Бутурлинском районе Нижегородской области России. Административный центр Большебакалдского сельсовета.

## География
Село расположено в Нижегородском Правобережье на северо-западе района, в 25 км к северо-востоку от районного центра Бутурлино, в 109,3 км к юго-востоку от областного центра — города Нижнего Новгорода. К северу от села находится пос. Гремячий, к северо-западу — посёлки Почайно и Залесный, к северо-востоку — пос. Новый Ключ, к востоку — пос. Вишенки, к юго-востоку — д. Марьино.

## Топоним
Согласно одной из версий, слово «Бакалда» произошло от татарских слов ба — «большой», а также калда — «загородь, огороженное место». «Большим» поселение названо потому, что в некотором отдалении содержались меньшие стада скота.
В. И. Даль в своём словаре определяет название села иначе: «Бакалда — глухой заливец, поемная яма, колдобина; ямина, которая заливается водой по весне и остаётся как бы озерком…»
Есть и другие версии происхождения названия. Приезжали князья, пили из бокалов и назвали Бакалды. Говорят, что здесь раньше жил помещ воик Бакалдин, поэтому село стали так называть. Если подняться высоко, то сверху Бакалды будут иметь форму бокала. Под горкой находился колодец, который назывался «Бакалда», от него и пошло названия села. Бакалды — это неровности, буераки.

## История
Большие Бакалды — одно из старейших русских сёл Нижегородской области. В XIII веке во времена татарского нашествия и началась история села. У татар было много скота, а окрестные места были подходящими для загонов животных. И назначили татары пленных русских людей охранять скот. Первая застройка села началась на месте современной улицы Первомайская.
Село постепенно развивалось. В исторических летописях первым владельцем упомянут Борис Иванович Морозов, воспитатель и наставник царя Алексея Михайловича, будущего отца Петра I. При нём и зародились здесь вишнёвые сады. Почти в каждом поместье Б. И. Морозов строил винокуренные заводы, где ягоды перерабатывались в душистые настойки, ликёры, квасы и соки. В XVIII веке владение Бакалдами перешло к помещику Степану Ивановичу Шешковскому, главе Тайной канцелярии «Её Императорского Величества Государыни Императрицы Екатерины II».
В середине XIX века бакалдские владения перешли к внуку Шешковского — Григорию Петровичу Митусову, действительному тайному советнику из Санкт-Петербурга. Село Бакалды становится волостным центром в составе Княгининского уезда.
Барская усадьба располагалась на месте современного Дома культуры. Рядом с усадьбой был вырыт пруд, а за домом раскинулся огромный (200 гектаров) сад. Кроме сортовой вишни, в нём росли яблоки, смородина, слива, малина, крыжовник. В селе появляется варочная по переработке плодов. А вишнёвые сады распространились по всем Бакалдам: каждый житель села считал своим долгом выращивать вишню.
Жители Бакалд делились на три категории: зажиточные крестьяне (например, Глазковы и Королёвы); бедняки, имевшие лошадёнку и небольшой земельный надел; «келейные» — безлошадные и безземельные. Этим людям не давали даже места для строительства в порядке. Они селились под горой.
В «Географическо-статистическом словаре Российской империи» П. П. Семёнова (1885 год) о Бакалдах написано: «Бакалды, село Нижегородской губернии, Княгининского уезда, в 23 вёрстах к юго-западу от города Княгинина при пруде и колодцах. Число жителей 7327 душ обоего пола, 209 дворов, две фабрики, на которых ткнут полотна и салфетки. Жители занимаются хлебопашеством и садоводством».
Старообрядчество — особая малоизученная страница в истории Больших Бакалд. Архивные документы начала XX века подтверждают существование здесь молельного дома старообрядцев. До сегодняшнего дня в селе есть старообрядческое кладбище.
В конце XIX века в селе открывается земское начальное училище (1897) и церковно-приходская школа (1898). В это время в Бакалдах насчитывалось 238 дворов и 2032 жителя.
В начале XX века семьи крестьян-переселенцев из села Бакалды основали новые близлежащие посёлки: Почайно, Гремячий, Залесный, Вишенки, Новый ключ. Во всех посёлках на личных земельных наделах высаживались вишнёвые сады.
Советская власть в Больших Бакалдах установлена мирным путём. В 1929 году организовался первый колхоз «Новая жизнь» из 9-ти крестьянских хозяйств, был открыт «Бакалдский консервный завод». В 1930—1931 годах в селе появились колхозы «Красная новь» и «6-й Съезд Советов». В 1936 году все три колхоза объединились в колхоз «Коммунар». Первые трактора появляются на колхозных полях в 1935 году. Началась Великая Отечественная война. Из села ушли на фронт более 300 человек, более 140 человек погибли и пропали без вести.
После войны стала налаживаться мирная жизнь. В 1950 году в результате объединения 7 колхозов образовался колхоз «Имени Мичурина». В центре села установлен бюст русскому биологу-селекционеру, автору многих сортов плодово-ягодных культур Ивану Владимировичу Мичурину.
В 1951 году построена новая двухэтажная школа на 6 классных комнат. В 1951—1952 учебном году в школе было более 400 учащихся. Полностью была ликвидирована неграмотность. В 1953 году семилетняя школа была реорганизована в среднюю школу. Новое каменное здание школы со спортивным залом и интернатом было открыто 1 сентября 1968 года. В 1967 году построен Дом культуры, в 1970-е гг. — новое здание сельсовета. В 1976 году были построены столовая и гостиница, в 1977 году — животноводческий комплекс и здание правления колхоза. Впервые по селу проложена асфальтированная дорога.

## Население
| 1999 | 2002 | 2010 |
| ---- | ---- | ---- |
| 856  | ↘772 | ↘652 |

## Инфраструктура
В селе работают крестьянско-фермерские хозяйства, два сельскохозяйственных предприятия, специализирующиеся на выращивании зерновых и зернобобовых культур, ООО «Большебакалдский консервный завод» производит соки, джемы, овощные закуски. В селе есть детский сад и основная школа.

### Музей вишни в селе Большие Бакалды
Главная достопримечательность села — единственный в мире Музей вишни Архивная копия от 28 апреля 2020 на Wayback Machine (открыт в 2006 году), экспозиция которого подробно рассказывает о истории села Большие Бакалды и вишнёвых садах в его окрестностях Архивная копия от 16 июня 2015 на Wayback Machine. Весной, когда вишнёвые деревья зацветают, село и Музей вишни приглашают гостей на прекрасный праздник «Вишнёвая метель».
Село издавна славилось своими вишнёвыми садами. «В отношении садоводства замечательны сёла Бакалды, Кетрось и Поляна. Бакалдские вишни мало уступают владимирским и приобрели известность в приволжских губерниях; они сбываются на Лысковской пристани», — сказано в книге «Географическо-статистическом словаре Российской империи» П. П. Семёнова (1863 год).

### Воскресенская церковь
В селе располагается Церковь Воскресения Словущего, датированная 1838 годом и внесённая в списки культурного наследия Нижегородской области. Первая церковь в Больших Бакалдах была деревянная и находилась на месте современного сельского магазина. Около церкви располагалось кладбище. В 1838 году была построена каменная церковь. В архивном документе «Ведомость о церкви Воскресенской Княгининского уезда села Бакалдъ за 1871 год» написано: «Построена в 1838 году тщением того села помещицы Марьи Стефановны Митусовой. Зданием каменная с таковой же колокольней, которая построена тщением того же села помещика Действительного Тайного Советника Григория Петровича Митусова. Престол в ней один в память обновления Храма Христа и Бога нашего Воскресения». Кроме того, в документе указывается, что в том же 1838 году на сельском кладбище построена деревянная часовня. Священником в то время был Александр Михайлович Флоровский. Также в храме служили дьячок Василий Андреевич Сосновский и пономарь Александр Николаевич Ильинский. Просвирня — Параскева Васильева, вдова умершего диакона Николая Терентьевича Знаменского.
Наступает XX век, и вновь архивный документ открывает нам частицу истории храма в Больших Бакалдах. Клировая ведомость Воскресенской церкви за 2014 год гласит: «В 1909 году внизу устроена теплая церковь тщением и на средства священника Александра Владимировича Виноградова. Зданием каменная с таковою же отдельною колокольнею. Крепка и покрыта железом. Престолов в ней два: в память обновления храма Воскресения Христова в Иерусалиме, во имя Святителя и Чудотворца Николая Мирликийского… Копии с метрических книг хранятся с 1818 года за исключением 1819, 1824, 1827, 1828, 1831, 1833, 1844 гг. В церковной библиотеке находятся 4 тома книг для чтения». Вместе со священником А. В. Виноградовым в церкви служил диакон-псаломщик Василий Николаевич Веселовский. Должность старосты церкви с 1913 года исполнял крестьянин села Бакалды Егор Афанасьевич Пигасин. Священник А. В. Виноградов имел награды, в том числе за учительскую деятельность и организацию церковно-школьного хора.
В начале XX века в приходе Воскресенского храма работали две церковно-приходские школы. В одноклассной школе в с. Бакалды (открылась в 1898 году) в 1914 году обучались 40 мальчиков и 25 девочек. В д. Марьевка одноклассная школа открылась в 1903 году, где на 1914 год обучалось 30 мальчиков и 10 девочек.
После Октябрьской революции 1917 года Воскресенская церковь в Б. Бакалдах не избежала участи многих других храмов России…
В настоящее время храм сохранился частично и требует сложных восстановительных и реставрационных работ. В Государственном архиве Нижегородской области (ГАНО) хранятся детальные чертежи Воскресенской церкви, выполненные с натуры в 1926 году согласно Постановлению Президиума государственной инженерной комиссии от 11 августа 1924 года № 93.

## Транспорт
В 24 км от села проходит автомобильная дорога межрайонного значения Нижний Новгород — Княгинино.